# Xã Little Elbow, Quận Mahnomen, Minnesota
Xã Little Elbow (tiếng Anh: Little Elbow Township) là một xã thuộc quận Mahnomen, tiểu bang Minnesota, Hoa Kỳ. Năm 2010, dân số của xã này là 259 người.